# 長身指鰧
長身指鰧（學名：Dactyloscopus elongatus），為輻鰭魚綱䲁形目指鰧科指鰧屬的一個種，分布於中東太平洋墨西哥下加利福尼亞州西南海岸、加利福尼亞灣向南至瓦哈卡州海域，深度1至20公尺，本魚身體扁平，向尾部逐漸變細，頭大，上部扁平，前部圓而窄，眼突出，有柄，有乳突，管狀鼻孔，下頜明顯超出下唇，兩唇均有皮瓣，上唇15個，下唇28個，鰓14個皮辮，背鰭起源於頸背，背鰭硬棘17枚、背鰭軟條34枚、臀鰭硬棘2枚、臀鰭軟條39枚，胸鰭通常有13條鰭條，背鰭和臀鰭沒有通過膜與尾鰭基部連接，側線連續，在最後一節背棘下方向下彎曲，側線鱗片53枚，口內有色素沉澱，吻部、頭頂和頸背具深色網格狀斑紋，上體具深色鱗邊，下體具深色斑點，背部和臀鰭淡褐色，尾鰭基部可能有窄的深色橫帶，體長可達5公分，棲息在沿海沙底質海床及河口區，生活習性不明。